# 女性武打演員
女性武打演員，又稱女打仔或打女，包括武俠影劇中的女俠和動作片中的女性警察、女性士兵等角色的扮演者，這些女性扮演者通常都接受過武術或舞蹈專業訓練。另外，她們也常因為結婚生子或其他性別壓迫的原因而中斷事業。在影劇中，這些演員所扮演的角色通常能獨立自主、對抗各種敵人，但同時，許多角色在故事中也延續了儒家傳統的父權結構。

## 背景
在中國傳統戲班中的戲子被視為非常低下的職業，與性工作者類似地位，多由男性擔任，包括女性角色通常也由男性反串，清代甚至以法律禁止女性出演。影劇在中國發展的早期，女演員的地位也類似，他們的身體是被商品化的。
傳統中國社會期待女性要依循三從四徳、談吐應謙遜。而男性若要成為「英雄好漢」，除了追求武藝，同時也要能展現出自律和忠義，例如在武俠經典《水滸傳》中，武松原先缺乏自制力和宋江起衝突，但之後能夠嚴辭拒絕不守婦德的潘金蓮，因此成為英雄好漢。也就是說，中國社會對女性和英雄好漢的期望有一部份重疊。然而，祝英台和花木蘭的故事顯示不論追求的是文還是武，女性只在模仿男性時可以成功，一但真實身份被發現，就無法繼續以女性身份保留功名。

## 早期
中國的電影業大約在 1920 年代出現於上海。最早的幾位女打仔是被稱為「影壇五女俠」的錢似鶯、鄔麗珠、徐琴芳、范雪朋和夏佩珍，其中，鄔麗珠在《關東大俠》中演出，夏佩珍主演《火燒紅蓮寺》而成名，范雪朋則飾演《兒女英雄》的主角十三妹。
徐琴芳從小就非常活潑，在當時被認為帶有男孩的氣質，九歲開始讀書，酷愛武俠小說。1926年（18歲）進入上海的中華電影學校就讀，是中國最早的電影學校，只開辦一期，與胡蝶、湯杰、高梨痕等人同期，隔年開始在一些電影中飾演配角。徐還學會開車、騎馬。1930年，徐主演中國第一部武俠電影《荒江女俠》，該系列電影一共出了十三集，轟動一時。相較於當代其他電影中的女性，徐的角色帶有更多男性氣質。1930年代的《健美之路》、《婦道》、《女兒經》等電影中明確地批判家庭暴力和性騷擾，並傳達性別平等觀念。二戰期間，徐和其戲班前往中國各地勞軍慰問，徐也打破性別窠臼，在劇中反串男角。徐持續出演電影直到1951年，共出演五十多部電影，之後主要投身於京劇。文革結束後，他進入上海文史館工作，直到1985年過世。
錢似鶯因為算命的建議，從小被家人當男孩養。八歲時他女扮男裝參加精武體育會的功夫班，直至一次小便時給識穿，但師父決定讓他繼續學。1925年（16歲）錢似鶯出演了《南華夢》、《情場怪人》等片。1927年，錢被舉為「上海八大明星」之一。他在21歲時主演《江南女俠》，戲中他耍槍舞棍，紅遍東南亞，被稱為「中國第一女俠」。錢似鶯後來與導演洪濟結婚，兩人在上海創建金龍公司，製作不少武打片，如《黑夜怪人》、《海上女俠》、《荒塔奇俠》等。30年代，他們至香港發展，成立華南片場，捧紅了打星林蛟和于素秋。錢似鶯後來為了照顧七個小孩而暫停出演，順從傳統女性角色，直到至1963年，丈夫去世、孩子長大後，才復出客串電影。

## 1960至70年代
1960年代之後中文武俠或動作片的主力是香港電影以及少量的台灣電影，女性武打演員包括雪妮、鄭佩佩、潘冰嫦、上官靈鳳、以及徐楓等人。女性主義在這個時候剛起步，中文電影中雖然有許多女打仔，但他們在電影中的角色通常無法獨立打贏敵人，需要多人合力或是有男性的幫助，例子包括《女黑俠木蘭花》、《合氣道》、《血芙蓉》、《金臂童》、《龍門客棧》、《江湖三女俠》、《女捕快》、《血滴子：清宮大刺殺》、《俠女》等。然而，相較於早期的電影，此時女性意識已慢慢開始抬頭，只有男性才能有力量的觀念開始消退，例如受過芭蕾舞訓練的鄭佩佩在《大醉俠》中飾演的金燕子就保留了更多女性氣質，以靈活的雙匕首打敗一眾男性，試圖救出被脅持的哥哥。在1970年，鄭佩佩在重拍版的《荒江女俠》中出演主角，延續徐琴芳先前演出的角色。同年，鄭佩佩在美國結婚，退出影壇，並進入美國大學進修舞蹈藝術；直到1987年，鄭離婚後，才復出拍片。

## 1980至90年代

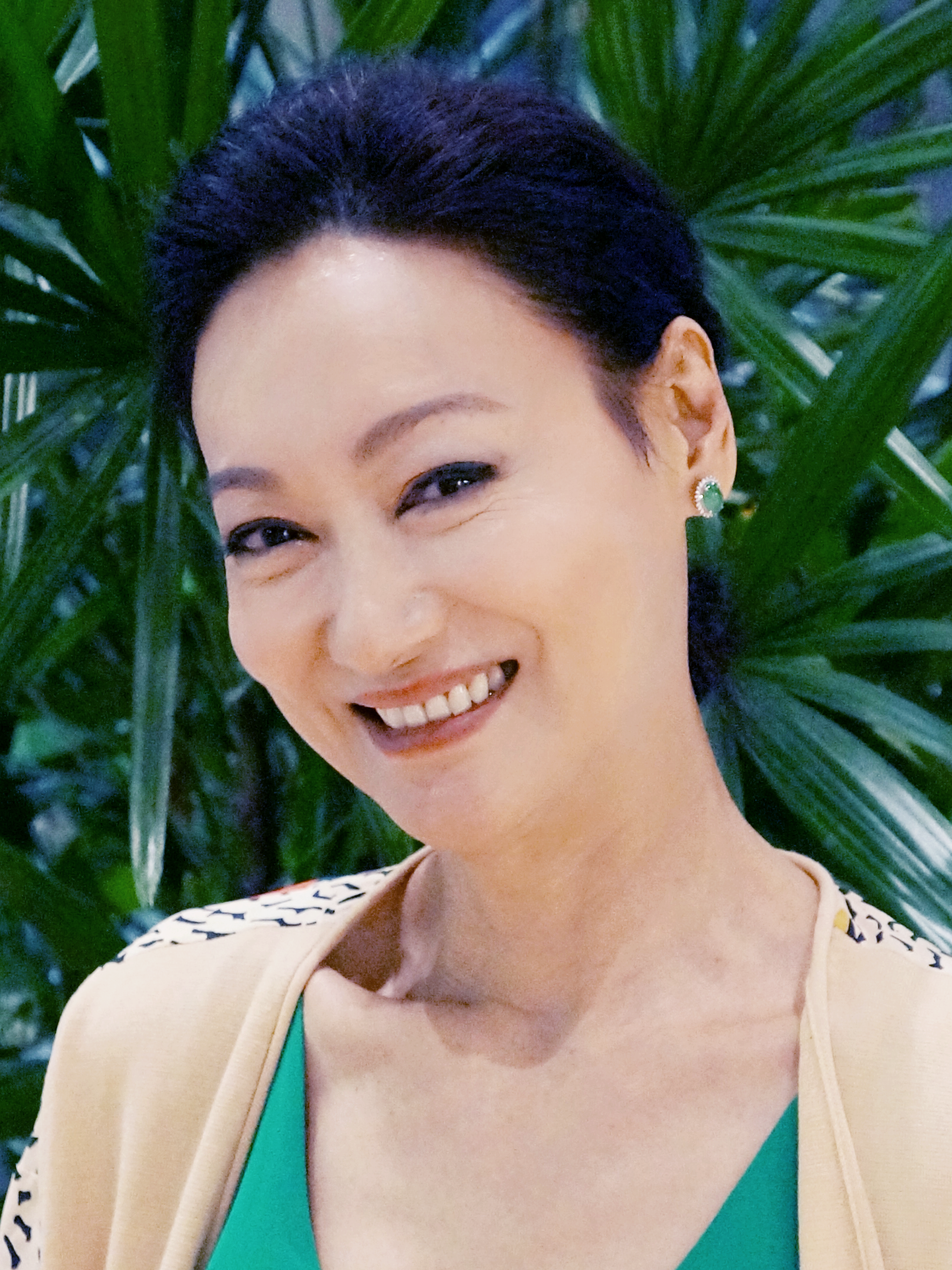
80年代女性武打演員惠英紅，曾因拍攝裸體寫真集而被迫中斷演藝事業

經歷了1960年代的女性主義、1970年代推行的義務教育，80年代的香港出現了獨立自主但又保有女性氣質的女強人。這個主題進入80年代初的香港新浪潮電影，讓女打仔不再侷限於女俠，也出現在當代城市中以女警或其他身份出現。在動作片方面，因為先後受到李小龍和成龍的影響，加上吊鋼絲的技術也發展成熟，武打動作行雲流水。但武戲演員的待遇仍不如文戲的演員。
在這樣的背景下，1980年惠英紅在《洪文定三破白蓮教》中指導丈夫如何以柔克剛，用女性化的招式擊敗使用陽剛招式的反派。同年，惠英紅在《長輩》中除了武打，還以化妝打扮作為女性自我表現的工具，而不是用來迎合男性。然而兩部電影中，女俠都是用武術來維持傳統的儒家父權結構。直到1988年的《霸王花》，惠英紅和胡慧中、吳君如等人在劇中組成真實世界沒有的女性特別任務連，在充滿性別歧視的環境中不斷勝過男性。不幸的是，惠英紅卻因為赴巴黎拍攝全裸寫真，而被男性主導的社會排斥，事業陷入低潮，甚至患上抑鬱症，直到2005年才成功復出。
另一個值得注意的是馬來西亞華人楊紫瓊。在1985~1991年間，他出演錢似鶯的孫子洪金寶拍攝的《皇家師姐》系列電影，和美國武術家仙迪亞·羅芙洛兩位女性親自上陣演出許多危險的特技。楊紫瓊在1988結婚後如同許多前輩停止演出，但五年後就決定離婚復出，在《警察故事III超級警察》中和成龍同臺而一躍成名。在1993年他和李連杰一同出演《太極張三豐》，這部電影中幾乎每個女性都會武術。1994年的《詠春》則介紹一門由女性建立的武術門派，劇中楊紫瓊的師父是鄭佩佩；至此時，女性也能打的觀念已深入人心，楊不但多次打倒飾演他丈夫的甄子丹，而且「論拳腳功夫，男人始終比女人更強」的台詞是由丑角說出作為幽默橋段。
除了動作片，離婚復出的鄭佩佩也在周星馳的無厘頭電影中演出許多武打和搞笑場景，不在意傳統女性形象。
1998年因為迪士尼的花木蘭動畫電影上映，香港和臺灣都跟著流行拍攝了花木蘭的電視劇，香港的《花木蘭》由陳妙瑛主演，臺灣的《花木蘭》則由袁詠儀主演，並由鄭佩佩客串一角。
另外值得一提的是多次出現在影劇中的東方不敗角色以前都由男性飾演，但徐克改讓林青霞飾演，打破此角色的性別界線。此例一開，之後楊麗菁、劉雪華、鄭秀珍、茅威濤、陳喬恩等女演員也相繼飾演此角色。

## 2000年至今

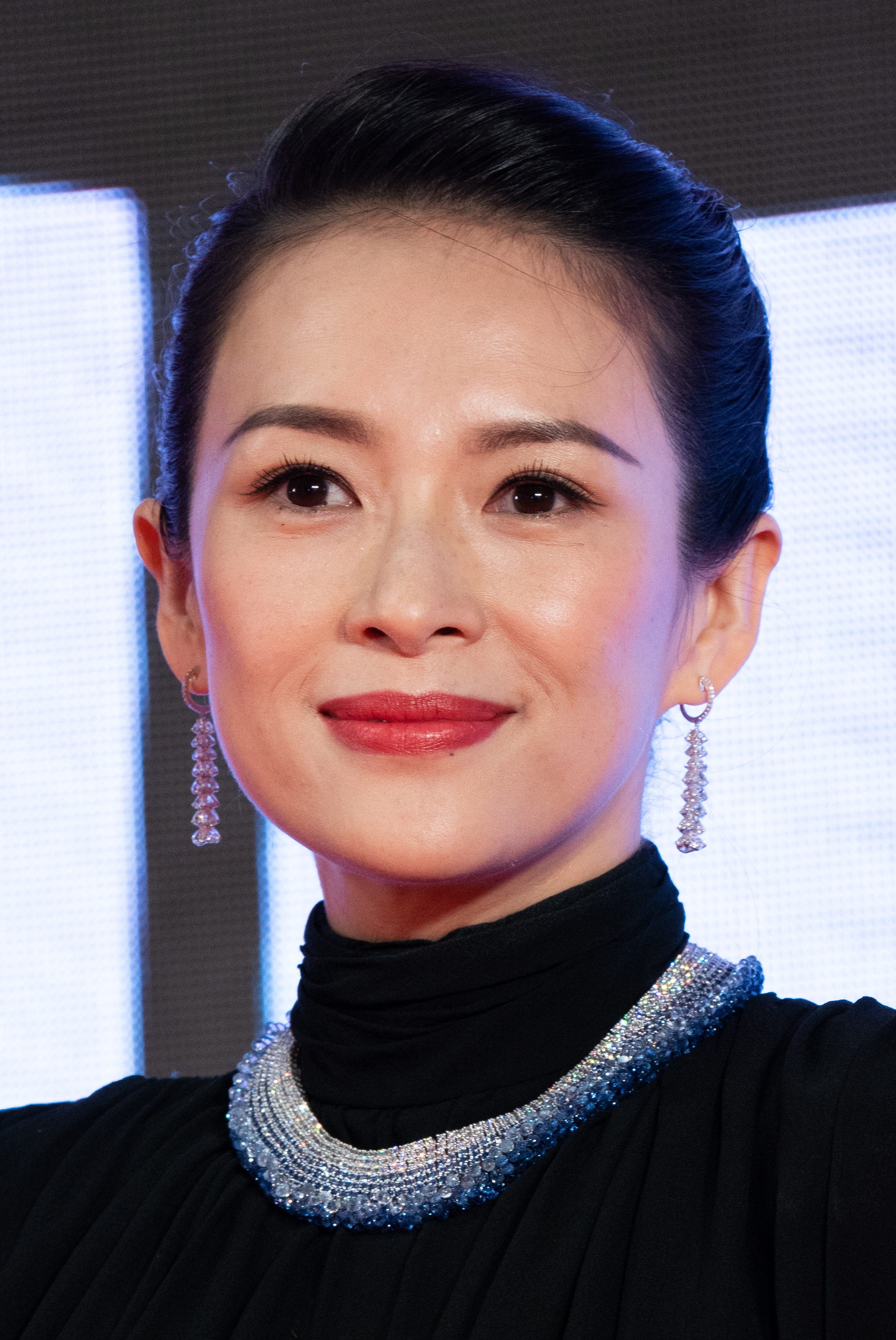
中國大陸女星章子怡

2000 之後，女打仔在中文電影中的角色更加複雜。例如第一部打入西方主流的武俠片《臥虎藏龍》中，鄭佩佩飾演的反派被男性壓迫而充滿仇恨，楊紫瓊的角色順服傳統社會的女性框架而對章子怡的角色造成壓迫，章子怡的角色逃離家裡的包辦婚姻，追求自由，卻因為缺乏導引而造成悲劇。在一場武戲中，章子怡的角色打破儒家的謙遜，在打架的同時吟詩以中性的「一劍仙」自居，說要「踏破峨嵋頂」（女性）、「拔去武當峰」（男性），顯示她不願被性別角色拘束。章子怡接下來在《英雄》、《十面埋伏》和《一代宗師》中，繼續展演出許多動作戲。有別於先前的女星，章子怡雖然結婚生子，但仍持續拍片。

### 傳入西方
中文影劇中的女打仔在2000前後開始傳入西方影劇，例如《追殺比爾》和《駭客任務》受到香港電影影響，劇中都出現令人印象深刻的打女。
有些從中文影劇出身的武打女星也前往西方電影發展，例如楊紫瓊的武打也出現在《007：明日帝國》和《星際爭霸戰：發現號》，在沒有武打的好萊塢電影《瘋狂亞洲富豪》中，他扮演的女性角色同時是傳統父權社會的受害者和加害者。鄭佩佩則在2020年的《花木蘭》中客串一角。
2023年楊紫瓊以科幻動作片媽的多重宇宙獲得奧斯卡最佳女主角獎，是第一位獲得該獎的華裔和東南亞裔演員。